# アハイア県

アハイア県
Περιφερειακή ενότητα  Αχαΐας測地系: 北緯38度05分 東経21度50分 / 北緯38.083度 東経21.833度座標: 北緯38度05分 東経21度50分 / 北緯38.083度 東経21.833度

アハイア県（アハイアけん、ギリシア語: Αχαΐα / Achaïa）は、ギリシャ共和国の西ギリシャ地方を構成する行政区（ペリフェリアキ・エノティタ）のひとつ。ペロポネソス半島の北部に位置する。古代にはアカイアと呼ばれた地域であり、アカイア県とも表記される。県都はパトラ。人口は2001年に30万人を突破した。

## 地理

### 位置
現在のアハイア県は、ペロポネソス半島の北部沿岸に位置している。県北部はコリンティアコス湾に面した、小さい肥沃な平野となっており、また県南部にはエリマントス山脈やキリニ山脈といった山々が連なっている。
アハイア県の西はイリア県、東はコリンティア県とそれぞれ接している。

### 地勢
アハイア県の東部にはオンブロス山脈とマラティア山脈が、中央部にはエリマントス山脈が、南東部にはアロアニア山脈が、南西部にはスコリス山脈が、西部にはモヴリ山脈がそれぞれ連なっている。また、県内にはラリソス川やハラドロス川などが流れている。森林は山地と西部の平原に多く、また高地部のうち標高が高い土地は植物が育たず、それ以外は草原となっている。
- エリマントス山脈
- Vouraikos-Gorge
- カストリアのカルスト地形

### 気候
アハイア県の夏は気温が高く、冬は温暖である。夏には海岸部の地域は晴天が続くが、高地部では曇天や雨天になることが多い。また冬には山地では雪が主に見られる一方で、低地部では気温が10°C前後となる。

### 主要な都市・集落
アハイア県にはペロポネソス半島の3分の1の人口が居住し、またアハイア県の人口の3分の2は、アハイア県の県都であるパトラに居住している。アハイア県の主な工業地帯は、パトラの20km南に位置するファレス近郊、およびヴラフネイカの地域に広がっている。
- パトラ（パトラ市）
- エギオ（英語版）（エギアリア（英語版）市）
- カト・アハイア（英語版）（西アハイア市）
- パラリア（英語版）（パトラ市）
- オヴリア（英語版）（パトラ市）
- リオ（英語版）（パトラ市）

- パトラ
- リオの町とリオ・アンディリオ橋

## 歴史

### 先史時代
アハイア県の名称の由来であるアカイア人は、『イリアス』においてはギリシア軍を指す言葉であった。紀元前13世紀ごろのヒッタイト人の文書には、アカイア人がアヒヤワとして述べられている。また、『イリアス』の「船舶一覧」において、アカイア人はアルゴスからティリンスまでの人々とされていたが、一説によると、ドーリア人がペロポネソス半島に進入した際、アカイア人はこの地に追いやられたのだという。また、アカイア人の起源の地は、テッサリア地方南部にあるアカイア・フティオティスと呼ばれた地域であるという。

### 古代から近世
紀元前146年に、共和政ローマがこの地を征服し併合すると、テッサリア地方とイピロス地方の大部分、アカルナニア地方を除いたギリシア全土がアカエア属州となった。そのために『新約聖書』においてもこの地域はアカエアとして呼ばれた。ローマ皇帝アウグストゥスは、アカエア属州が地理的にローマに近いために、アカエア属州を元老院属州とした。
アカエア属州は、プラエトルの役職を経験した属州総督によって統治され、州都はコリントとされた。しかし、属州内にローマ兵は配置されず、古来からの宗教や社会も認められるなど、ローマ帝国の支配は寛容的なものであった。
アウグストゥス帝の死後の紀元後15年には、アカエア属州はマケドニア属州と合併され、ドナウ川沿いのモエシア属州の総督が管轄する皇帝属州となった。しかし、44年に国境で変事が起こり、再び分割された。
67年に皇帝ネロは、ギリシアがローマ帝国から政治的に自由であるべきだと宣言し、ギリシア人は自治権を得た。しかしその後のヴェスパシアヌス帝によって、アカエア属州は自治権を失い、再び元老院属州となった。
3世紀末のディオクレティアヌス帝の治世まで、アカエア属州はローマ帝国の属州であり続け、ローマ帝国が東西に分裂すると、東ローマ帝国領となった。
13世紀には、第4回十字軍によってアカイア公国が建国されたが、15世紀半ばにアカイア公国はオスマン帝国によって征服された。16世紀末と17世紀にはヴェネツィア共和国による侵略を受けたが、再びオスマン帝国が支配するに至った。

### 近代から現代
1821年にアハイア県の地域はギリシャ王国の一部となった。ギリシャ独立戦争においてエギオの町は、ギリシャ人によって解放された初めの町であった。ギリシャ王国領となったこの地域は、現在のアハイア県およびイリダ県を含んだ、アハイア＝イリダ県として誕生し、面積は約6,000 km²であった。アハイア＝イリダ県は1899年に分割されたが、1909年に元に戻され、1936年に再び分割された。
1919年から1922年にかけての希土戦争の際、何万人もの小アジアからの避難民がアハイア県に流入し、パトラ郊外や近隣の集落に居住地を建設して移住した。その後の第2次世界大戦とギリシャ内戦では、多くの建造物が破壊された。
1994年には地震の被害を受け、2007年には山火事が発生した。

## 行政区画

アハイア県

### 市（ディモス）
アハイア県は、以下の自治体（ディモス、市）から構成される。人口は2001年国勢調査時点。
|   | 自治体名     | 綴り         | 政庁所在地          | 面積 Km² | 人口    |
| - | ------------ | ------------ | ------------------- | -------- | ------- |
| 1 | パトラ       | Πάτρα        | パトラ (el)         | 333.1    | 202,757 |
| 2 | エギアリア   | Αιγιάλεια    | エギオ (el)         | 729.4    | 57,993  |
| 3 | 西アハイア   | Δυτική Αχαΐα | カト・アハイア (el) | 572.2    | 31,275  |
| 4 | エリマントス | Ερύμανθος    | ハランドリツァ (el) | 582.9    | 13,162  |
| 5 | カラヴリタ   | Καλάβρυτα    | カラヴリタ (el)     | 1,065.5  | 17,602  |

### 旧自治体（ディモティキ・エノティタ）

アハイア県の旧自治体（2010年まで）

カリクラティス改革以前の広域自治体（ノモス）としてのアハイア県は、以下の23の基礎自治体（21個のディモス、2つのキノティタ）から構成されていた。
改革後、旧自治体は新自治体（ディモス）を構成する行政区（ディモティキ・エノティタ）となっている。ディモティキ・エノティタは、さらにキノティタ（都市・村落の共同体（コミュニティ））に分けられる。
- Διοικητική διαίρεση νομού Αχαΐας (1998) - アハイア県の自治体・集落一覧（1999年 - 2010年）

下表の番号は右図と対応している。「自治体名」欄で※印を付したものはキノティタ、それ以外はディモス。「政庁所在地」欄で太字になっているものは、新自治体の政庁所在地となったものを示す。
|    | 旧自治体       | 綴り        | 政庁所在地             | 新自治体     |
| -- | -------------- | ----------- | ---------------------- | ------------ |
| 1  | パトラ         | Πάτρα       | パトラ                 | パトラ       |
| 2  | エギラ         | Αιγείρα     | エギラ                 | エギアリア   |
| 3  | エギオ         | Αίγιο       | エギオ                 | エギアリア   |
| 4  | アクラタ       | Ακράτα      | アクラタ               | エギアリア   |
| 5  | アロアニア     | Αροάνια     | プソフィダ             | カラヴリタ   |
| 6  | ヴラフネイカ   | Βραχναίικα  | ヴラフネイカ           | パトラ       |
| 7  | ディアコプト   | Διακοπτό    | ディアコプト           | エギアリア   |
| 8  | ディミ         | Δύμη        | カト・アハイア         | 西アハイア   |
| 9  | エリネオス     | Ερινεός     | カマレス               | エギアリア   |
| 10 | カラヴリタ     | Καλάβρυτα   | カラヴリタ             | カラヴリタ   |
| 11 | ラリソス       | Λαρισσός    | メトヒ                 | 西アハイア   |
| 12 | レフカシオ     | Λευκάσιο    | クリトリア             | カラヴリタ   |
| 13 | メサティダ     | Μεσσάτιδα   | オヴリア               | パトラ       |
| 14 | モヴリ         | Μόβρη       | サギカ                 | 西アハイア   |
| 15 | パイオン       | Παΐων       | ダフニ                 | カラヴリタ   |
| 16 | パラリア       | Παραλία     | パラリア               | パトラ       |
| 17 | リオ           | Ρίο         | リオ                   | パトラ       |
| 18 | シンボリティア | Συμπολιτεία | ロドダフニ             | エギアリア   |
| 19 | トリテア       | Τριταία     | スタヴロドロミ         | エリマントス |
| 20 | ファレス       | Φαρρές      | ハランドリツァ         | エリマントス |
| 21 | オレニア       | Ωλενία      | ルシカ                 | 西アハイア   |
| 22 | カレンジ ※     | Καλέντζι    | アイオス・ゲオルギオス | エリマントス |
| 23 | レオンディオ ※ | Λεόντιο     | レオンディオ           | エリマントス |

### 郡（エパルヒア）
県には以下の郡（エパルヒア）があったが、2006年以降法的な位置づけは行われていない。
- エギアリア郡（首府: エギオ）
- カラヴリタ郡（首府: カラヴリタ）
- パトラ郡（首府: パトラ）

## 交通
- 欧州自動車道路E55号線
- 欧州自動車道路E65号線
- 国道5号線
- 国道8号線
- 国道8A号線
- 国道9号線
- 国道31号線
- 国道33号線
- 国道48号線
- 国道62号線

## 著名な出身者
- アナスタシオス・ハラランビス（英語版） (1862-1949、ギリシャ首相)
- コスタス・ダヴルリス（英語版） (1948-1992、サッカー選手)
- テオドロス・ディリヤンニス（英語版） (1820-1905、ギリシャ首相)
- ディミトリオス・グナリス（英語版） (1866-1922、ギリシャ首相)
- コスタス・カツラニス (1979-、サッカー選手)
- コンスタンディノス・コンスタンドプロス（英語版） (1832-1910、ギリシャ首相)
- アンドレアス・ミハラコプロス（英語版） (1876-1938、ギリシャ首相)
- タノス・ミクルツィコス（英語版） (1947-、音楽家)
- コスティス・パラマス（英語版） (1859-1943、詩人)
- ゲオルギオス・パパンドレウ (1888-1968、ギリシャ首相)
- ゲオルギオス・パパドプロス (1919-1999、ギリシャ軍司令官)
- ベニゼロス・ルフォス（英語版） (1795-1868、ギリシャ首相)
- コンスタンディノス・ステファノプロス (1926-、ギリシャ大統領)
- ディミトリオス・トファロス（英語版） (1877-1966、重量挙げ選手・金メダリスト)
- アレクサンドロス・ザイミス（英語版） (1855-1936、ギリシャ首相)